# 87 Sylvia
87 Sylvia (in italiano 87 Silvia) è uno dei più grandi asteroidi della Fascia principale. Descrive un'orbita poco eccentrica situata nella parte esterna della Fascia principale, al di là della maggior parte dei pianetini; per questo è classificato come uno degli oggetti appartenenti alla famiglia di asteroidi Cibele. Sylvia è un corpo celeste di grande interesse poiché è il primo asteroide noto a possedere più di un satellite (finora ne sono stati individuati due, ma si crede che possano essercene altri di dimensioni minori).

## Scoperta e attribuzione del nome
Sylvia fu scoperto da Norman Robert Pogson il 16 maggio 1866 da Madras (l'attuale Chennai, in India). Paul Herget, nel suo The Names of the Minor Planets (1955), attribuisce la scelta del nome alla volontà di rendere omaggio alla prima moglie dell'astronomo Camille Flammarion, Sylvie Petiaux-Hugo Flammarion (questa annotazione è riportata da Antonio Paluzie-Borrell, autore del The names of minor planets and their meanings). Tuttavia, nell'articolo (MNRAS, giugno 1866) in cui annunciò la scoperta di questo asteroide, Pogson spiegò che scelse il nome da una lista fornitagli alcuni anni prima da John Herschel. Sylvia fu quindi battezzato così in onore di Rea Silvia, madre dei gemelli Romolo e Remo della mitologia romana.

## Caratteristiche fisiche

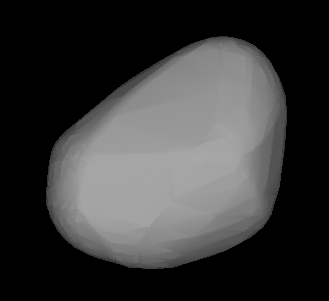
Modello di Sylvia

Sylvia ha una superficie molto scura e probabilmente una composizione molto primitiva. La scoperta delle sue lune ha reso possibile una più accurata stima della massa e della densità. Quest'ultima sembra essere molto bassa (con un valore compreso fra 1,2 e 1,6 g/cm³); ciò indica che l'asteroide è quasi certamente molto poroso, tanto che il 60% di esso potrebbe essere spazio vuoto. Sylvia, inoltre, è un rotatore piuttosto rapido, compiendo un giro completo intorno ai suoi assi ogni 5,18 ore circa (con una velocità di rotazione equatoriale, quindi, pari a circa 160 km/h).

## Lune
Le due piccole lune che orbitano attorno a Sylvia, sono state battezzate Romulus (Romolo) e Remus (Remo), come i figli di Rea Silvia. Gli astronomi sono convinti che questi satelliti siano frammenti espulsi da Sylvia in un impatto avvenuto in passato, e che altri piccoli satelliti possano essere ancora individuati.

### Romulus
Romulus, la prima luna, fu scoperto il 18 febbraio 2001 da Michael E. Brown e Jean-Luc Margot utilizzando il telescopio Keck II. La sua designazione completa è (87) Sylvia I Romulus; prima di ricevere un nome ufficiale, era noto semplicemente come S/2001 (87) 1. Romulus ha un diametro pari a 18 ± 4 chilometri e orbita ad una distanza di 1356 ± 5 km, portando a termine una rivoluzione completa attorno a Sylvia in 3,6496 ± 0,0007 giorni (87,59 ore). Questo piccolo satellite non deve essere confuso con l'asteroide 10386 Romulus.

### Remus
Remus, la seconda luna, fu individuato dalle immagini riprese a partire dal 9 agosto 2004 e la sua scoperta fu annunciata il 10 agosto 2005. Fu scoperto da Franck Marchis dell'Università della California a Berkeley, e Pascal Descamps, Daniel Hestroffer e Jérôme Berthier dell'Observatoire de Paris, Francia, utilizzando il telescopio Yepun dell'European Southern Observatory (ESO) in Cile. Marchis, il leader del progetto, attendeva l'ultimazione del programma di acquisizione dell'immagine prima di iniziare a processare i dati. Nel marzo 2005, nel momento in cui si preparava ad andare in vacanza, Marchis ricevette da Descamps una succinta nota intitolata "87 Sylvia est triple?" precisando che poteva vedere due piccole lune in diverse immagini di Sylvia. L'intero team si è quindi velocemente concentrato nell'analisi dei dati, annunciando la scoperta nell'edizione dell'11 agosto della rivista Nature e contemporaneamente alla conferenza Asteroid Comet Meteor 2005 (simposio UAI n° 229) ad Armação dos Búzios, nello Stato brasiliano di Rio de Janeiro e presentando una proposta di nome all'UAI.
La designazione completa di Remus è (87) Sylvia II Remus; prima di ricevere un nome, era noto semplicemente come S/2004 (87) 1. Remus ha un diametro pari a 7 ± 2 km e orbita a una distanza di 706 ± 5 km, portando a termine una rivoluzione completa attorno a Sylvia in 1,3788 ± 0,0007 giorni (33,09 ore).

### Aspetti reciproci
Dalla superficie di Sylvia, Romulus e Remus avrebbero approssimativamente la stessa dimensione. Romulus, la luna più esterna, avrebbe un diametro apparente di circa 0,89°, poco più grande di Remus (più vicino ma anche più piccolo) che avrebbe un diametro di circa 0,78°. Poiché Sylvia non ha una forma sferica, questi valori possono variare di poco più del 10%, a seconda di dove si trovi l'osservatore sulla superficie del corpo principale. Poiché le due lune asteroidali sembrano orbitare sullo stesso piano (secondo quanto noto finora), si occulterebbero a vicenda ogni 2,2 giorni. Quando la stagione è giusta, per due volte durante il periodo orbitale Sylvia (6,52 anni), eclisserebbero il Sole, il quale, con un diametro angolare di 0,15°, è molto più piccolo di quando è osservato dalla Terra (0,53°). Visto da Remus, la luna interna, Sylvia appare enorme, grande approssimativamente 30°×18°, mentre la visuale di Romulus varia da 1,59 a 0,50° di diametro. Visto da Romulus, Sylvia ha un diametro pari a 16°×10°, mentre quello di Remus varia fra 0,62° e 0,19°.